# Sợ ma
Sợ ma hay hội chứng sợ ma, còn gọi là phasmophobia là sự sợ hãi, hoảng loạn cùng những nổi ám ảnh về sự tồn tại hay hiện diện của một con ma và con ma này mang tính chất nguy hiểm đối với con người. Nỗi sợ ma hiện diện trong nhiều nền văn hóa của các dân tộc, quốc gia khác nhau. Hội chứng sợ ma, sợ quỷ nhập, sợ bóng đêm… xét về bệnh lý cũng là một biểu hiện của bệnh.

## Cơ chế
Nhìn chung, trong nội tâm của con người có những nỗi sợ hãi khó lý giải đối với một sự vật, hiện tượng bất kì nhất là những hiện tượng tự nhiên chưa được khoa học khám phá hoặc khám phá chưa thấu đáo, đẩy đủ và vẫn còn là hiện tượng bí hiểm chưa thể lý giải. Tùy vào đặc điểm của từng người mà nỗi sợ hãi lớn hay nhỏ hơn.
Khi sợ hãi, có cảm giác lo sợ, hồi hộp, tiểu não sẽ truyền thông tin đến tuyến yên khiến lượng hormone estrogen đột ngột suy giảm. Sự kích thích này gây ra rối loạn điều hòa vận mạch làm mồ hôi tiết ra nhiều, tim đập nhanh, hơi thở gấp gáp…. Điều đó thể hiện khi một người sợ hãi, cơ thể họ sẽ tự động sinh ra các phản ứng như tim đập nhanh, thở dốc, toát mồ hôi lạnh và dễ giật mình hơn bình thường. Đó là bản năng tự nhiên của con người khi cảm thấy nguy hiểm.
Con người chỉ thực sự cảm thấy sợ hãi khi họ cảm nhận được sự nguy hiểm lớn hơn sự an toàn. Chẳng hạn như khi đi trong những ngôi nhà ma, bỗng có một bàn tay ai đó chạm vào phản xạ của một số người sẽ là nhảy dựng lên rồi chạy thật nhanh. Trẻ em dễ cảm thấy sợ hãi hơn những người lớn tuổi hơn do việc ít kinh nghiệm sống sẽ khiến chúng với nguy hiểm hơn. Đối với phụ nữ, có một hiện tượng nghịch lý là phụ nữ thường sợ ma nhưng lại tò mò thích đọc truyện ma, thích xem phim kinh dị.
| “                                                                                  | Người ta thích xem những bộ phim kinh dị vì họ thích cảm giác sợ hãi. Đôi khi, đó cũng có thể là họ muốn kết thúc cái cảm giác tò mò khi chưa được nếm trải cái sự kinh dị đó | ” |
| — Jeffrey Goldstein, Giáo sư ngành Xã hội - Tâm lý học tại Đại học Utrecth, Hà Lan | |   |

Theo quan điểm của Phật giáo thì Sự sợ hãi, lo lắng, tâm luôn bất an có thể mang dấu ấn oan nghiệt từ kiếp trước. Tuy không nhớ, không có biểu hiện rõ ràng nhưng nó đã ám ảnh khiến người ta hốt hoảng, lo sợ từ lúc nhỏ cho đến tận hiện tại, sự sợ hãi đó phát xuất từ bên trong tâm của mỗi người.

## Nguy cơ
Trong một số trường hợp, những người phụ nữ hoặc trẻ em khi có nỗi sợ ma quá lớn ngoài việc ảnh hưởng về tâm lý còn có nguy cơ thiệt hại hiện hữu, họ lo sợ cái chưa chắc chắn xảy ra trong khi không để ý được những nguy hiểm hiện tại. Có những người đàn ông khi biết những người phụ nữ hoặc trẻ em sợ ma hoặc trong những hoàn cảnh nhất định nhân cơ hội này có thể khai thác điểm yếu bằng việc lấy danh nghĩa "che chở", "bảo vệ", "xua tan nỗi sợ hãi" để tiếp cận và tiến hành lạm dụng tình dục hoặc quan hệ tình dục.
Sự sơ ma đôi khi còn gây là những hành vi kích động nguy hiểm, trong trường hợp đối tượng có tiền sử về bệnh tâm thần. Ở Việt Nam có trường hợp trong cơn hoảng tưởng vì sợ ma, người chồng tâm thần đã dùng kéo giết vợ ngay trong buồng tắm khi cô đang giặt đồ. Một số tội phạm lợi dụng sự sợ ma của con người để hóa trang thành ma nhớt thực hiện hành vi trộm cắp.

## Phòng ngừa
Sợ ma cũng là một dạng bệnh và có thể điều trị thành công bằng y học cổ truyền hay y khoa hiện đại. Nếu chưa tiến hành điều trị theo y học thì nhanh chóng đến các bệnh viện chuyên khoa để được chữa trị.
Việc giữ cân bằng hormone trong cơ thể chính là cách đơn giản nhất để cải thiện tình trạng nhát sợ, yếu bóng vía. Ngay từ lúc nhỏ, cần xây dựng chế độ sinh hoạt hợp lý. Ăn ngủ đúng giờ giấc giúp tăng cường khả năng điều hòa hormone của tuyến yên. Một thực đơn với thật nhiều các loại rau, củ, quả như táo tàu, kiwi, khổ qua, sơn tra, uống nước cam sẽ có ích
Sự sợ ma còn phụ thuộc khá nhiều vào sức khỏe của mỗi người. Khi cơ thể đang bị ốm, mệt hoặc trong giai đoạn stress... nên tránh xem những bộ phim gây ám ảnh vì việc điều hòa hormone trong cơ thể sẽ như bình thường nên sự sợ hãi có thể gây ảnh hưởng không tốt đến cơ thể. Ngoài ra cũng cần có những suy nghĩ, lối sống lành mạnh, tích cực, tránh những suy nghĩ tiêu cực gây ảnh hưởng đến tinh thần. Đồng thời cần tăng cường rèn luyện thể lực bằng các bài tập thể dục thường xuyên giúp cơ thể có sức khỏe, minh mẫn và tự tin.
Ngoài ra theo giáo lý của Phật giáo, cùng với việc chữa trị theo y học, trường hợp là một Phật tử thì có thể phát tâm tu tập pháp môn sám hối để chuyển hóa nghiệp chướng oan khiên nhiều đời kiếp. Thành tâm sám hối là liệu pháp có thể hóa giải tất cả nghiệp chướng, oan gia trái chủ nhiều đời đó. Người bệnh có thể lụa chọn một bộ kinh sám như Hồng danh, Ngũ bách danh, Vạn Phật, Lương hoàng sám, Thủy sám… để thọ trì, lễ sám. Sự tinh cần tu niệm sẽ giúp chuyển hóa được nghiệp chướng oan khiên và thiết lập được sự bình ổn cho tâm hồn. Cần thấy rõ sự sợ hãi đó phát xuất từ bên trong tâm mình, nên nỗ lực tu tập để đạt đến nhất tâm. Khi tâm được an tịnh thì mọi sự sợ hãi đều biến mất.